# Синагога Цукера
Синагога Цукера (пол. Synagoga Zuckera) — бывшая синагога и учебный центр хасидов, находящийся по адресу улица Венгерская, 7 в краковском историческом районе Подгуже, Польша. Здание внесено в реестр охраняемых памятников Малопольского воеводства.
Синагога была построена в 1881 году. Во время Второй мировой войны синагога была значительно разрушена немцами. После войны заброшенное здание было передано государству и в нём находился Департамент по профессиональному обучению. Помещения синагоги использовались в качестве складов и магазина.
В 1995 году здание приобрела в свою собственность «Галерея Стармах», которая в 1997 году отремонтировала здание для использования его в качестве своего административного центра.
31 января 1996 года здание было внесено в реестр памятников культуры Малопольского воеводства (№ А-1015).